# T-X
 (novembre 2024).
Si vous disposez d'ouvrages ou d'articles de référence ou si vous connaissez des sites web de qualité traitant du thème abordé ici, merci de compléter l'article en donnant les références utiles à sa vérifiabilité et en les liant à la section « Notes et références ».
Le T-X est un personnage de fiction créé par John D. Brancato, Michael Ferris et Tedi Sarafian dans le film Terminator 3 : Le Soulèvement des machines, réalisé par Jonathan Mostow, sorti en 2003.  Le modèle T-X est un assassin humanoïde ayant l'apparence d'une femme. Le personnage a été présenté comme le principal antagoniste du troisième film de la saga Terminator, interprété par l'actrice Kristanna Loken.

## Personnage

### Présentation
Le T-X est la dernière génération de Terminator, conçu par Skynet comme un terminator « anti-terminator », théoriquement capable de venir facilement à bout d'un Model 101 (T-800/T-850). En effet, après l'échec du T-1000 face au T-800 récupéré et reprogrammé par la résistance (Terminator 2 : Le Jugement dernier), Skynet semble changer de stratégie et abandonne le concept de Terminator uniquement composé de poly-alliage mimétique.

### Capacités
Le T-X est constitué d'un endosquelette de métal dont le châssis est renforcé et adapté pour le combat. Il est capable de se connecter aux réseaux informatiques et téléphoniques. Il a également des capacités d'analyse bio-chimiques : il peut notamment analyser avec sa langue un échantillon d'ADN pour le comparer à sa base de données afin d'identifier un individu. 
Le T-X est équipé à l'index de la main gauche d'un dard lui permettant d'injecter dans d'autres machines (tels que des véhicules) des transjecteurs nanotechnologiques afin d'en prendre le contrôle à distance. Le dard permet également au T-X d'injecter un virus informatique destiné à modifier la programmation d'une machine. Dans Terminator 3, il se sert de cette possibilité pour changer la programmation du T-850 afin qu'il élimine John Connor. Son bras droit peut se transformer en diverses armes telles qu'un canon à plasma et un lance-flammes. Il peut aussi prendre la forme d'une scie circulaire motorisée pour découper la plupart des objets solides. L'alimentation en énergie est assurée par un réacteur à plasma, qui alimente également les armes embarquées. 
L'endosquelette de métal n'est pas recouvert de tissus vivants comme pour le Model 101 (T-800/T-850), mais du même polyalliage mimétique que celui dont est composé le T-1000, ce qui lui permet de prendre l'apparence d'autres personnes si celles-ci ont approximativement la même taille. Cela lui permet également de toujours conserver une apparence humaine avenante (notamment en faisant grossir ses seins sur commande), contrairement aux T-800 et T-850, dont les tissus vivants se dégradent lors des combats. 
L'inconvénient de l'endosquelette du T-X est sa limitation en termes de régénération et de mimétisme. Dans ce domaine le T-X est en retrait par rapport à son prédécesseur le T-1000 : il est incapable, par exemple, de se liquéfier pour imiter le sol, ou de passer à travers des barreaux sans les détruire. Il semble aussi ne pas toujours être en mesure de rassembler ses parties en métal liquide (comme on le voit après le crash de l’hélicoptère du T-850 à Crystal Peak, dans Terminator 3). L'endosquelette du T-X est donc à la fois un atout et un inconvénient. En termes de narration, un troisième film de la franchise se devait d'apporter de la nouveauté. D'où le fait que le T-X ait l'apparence d'une femme ainsi que ses nouvelles capacités (armes embarquées...).

### Biographie du personnage
Le T-X est le principal antagoniste du film de 2003 Terminator 3 : Le Soulèvement des machines.
Dix ans après les événements de Terminator 2 : Le Jugement dernier , John Connor vit hors de la grille à Los Angeles après la mort de sa mère, Sarah Connor. Bien qu'une guerre entre les humains et les machines de Skynet n'ait pas commencé en 1997, comme prévu, John le craint toujours. Il rejette son destin en tant que sauveur de l'humanité et se cache de Skynet. Ne parvenant pas à localiser John dans le passé, Skynet envoie un nouveau modèle Terminator, le T-X, à l'époque actuelle de John pour tuer plutôt d'autres membres éminents de la future Résistance humaine, assurant ainsi la montée de Skynet. La Résistance envoie un Terminator reprogrammé (le T-850 modèle 101) pour protéger les cibles du T-X, y compris John et sa future épouse, Kate Brewster.
Skynet la renvoya à temps pour éliminer les futurs lieutenants de John Connor. La future épouse de John, Kate Brewster, et son père, Robert, qui est le principal créateur de Skynet, comptent parmi ses cibles. Le T-X arrive dans un magasin, tue une femme, prend son apparence, vole la voiture et met fin plus tard à trois de ses cibles.
Le T-X localise Kate et John dans un hôpital pour animaux, où Kate travaille. John devient la cible principale du TX, mais Kate et lui s'échappent avec l'aide du T-101. Après une course poursuite, le T-X tue le fiancé de Kate et le personnifie. Il réussit presque à tuer Kate, mais John et le Terminator arrivent et la sauvent. Le T-X les poursuit, mais ne parvient pas à les tuer. John Connor qualifie personnellement le T-X de "Terminatrix" basé sur le fait d'être féminin.
Le T-101 les emmène dans un mausolée où la mère de John est supposément enterrée. Dans son cercueil, ils trouvent une cache d'armes laissée à la demande de Sarah, au cas où le Jugement dernier se produirait. La police arrive et une fusillade s'ensuit. Le T-X les poursuit également, mais ils s'échappent. Le T-101 révèle que les actions de John et de sa mère n'ont fait que retarder le Jour du Jugement et que son plan est de conduire John et Kate au Mexique pour échapper aux retombées lorsque Skynet commencera son attaque nucléaire à 18 h 18, John ordonne au T-101 d'emmener Kate et lui voir le père de Kate, un général de l'US Air Force. Actuellement, le général Brewster supervise le développement de Skynet pour Cyber Research Systems (CRS), une division militaire qui développe également des armes autonomes. Le T-101 accepte de les emmener à CRS à la demande de Kate. Le T-101 révèle qu'il a tué John le 4 juillet 2032; Kate l'a renvoyé après sa capture et sa reprogrammation, et elle est la seule à pouvoir lui donner des ordres.
Pendant ce temps, à CRS, le général Brewster subit les pressions du président de l'état-major interarmées  pour qu'il active Skynet afin d'empêcher un virus informatique anormal d'origine inconnue de pénétrer dans des serveurs du monde entier; il n'est pas au courant que le virus est en fait Skynet en train de les contrôler. John et Kate arrivent trop tard pour empêcher l'activation de Skynet, qui commence alors à attaquer le personnel de Brewster. Brewster est blessé par le T-X. Avant de mourir, il donne à Kate et John l'emplacement de ce que John considère être le noyau système de Skynet. John et Kate se dirigent vers le tarmac pour prendre l'avion monomoteur du général Brewster; leur destination est Crystal Peak, une installation construite à l'intérieur de la Sierra Nevada. Après une bataille, le T-X endommage gravement le T-101, puis le reprogramme pour tuer John. Le T-X poursuit John et Kate par l’intermédiaire du système CRS, mais il est piégé lorsqu’un accélérateur de particules est activé et que le champ magnétique lie le T-X à l’accélérateur. Le T-101, incapable de contrôler ses fonctions extérieures mais conscient de sa conscience, tente de tuer John. Après que John l'ait convaincu de rejeter le contrôle du T-X, le T-101 a délibérément fermé son système corrompu, permettant à John et Kate de s'échapper. Peu de temps après leur départ, le système du T-101 redémarre .
Après que John et Kate aient atteint Crystal Peak, le T-X arrive en hélicoptère. Avant qu'il ne puisse attaquer, le T-101 redémarré arrive dans un deuxième hélicoptère et cause un accident contre l'hélicoptère du T-X, l'écrasant. Le T-X se tire de l'épave qu'est devenu l'hélicoptère et tente de se glisser à l'intérieur du bunker pour suivre John et Kate. Le T-101 maintient la porte du bunker suffisamment longtemps ouverte pour permettre à John et Kate de s'enfermer à l'intérieur, puis utilise l'une de ses piles à hydrogène pour se détruire et détruire le T-X.
Poursuivant sa mission secondaire, le T-X infiltre Cyber Research Systems et active les machines de la division dotées d’armes, qui tuent la plupart des employés. Le T-X réussit à tuer Robert Brewster et à assurer l'ascension de Skynet. Après une bagarre avec le T-101, il poursuit John et Kate à Crystal Peak, une base militaire. Alors qu'elle se prépare à les tuer, le T-101 arrive en hélicoptère et s'écrase sur le T-X. Le T-X, avec son endosquelette brisé en deux et révélé, rampe et poursuit John. Le T-101 la saisit et met sa pile à hydrogène dans sa bouche, les détruisant tous les deux. Même s’il n’a pas réussi à tuer John et Kate, le T-X a réussi à garantir l’ascension de Skynet.

### Littérature
Dans le roman 2004 Terminator Hunt, un deuxième TX est formé par les membres de la résistance capturés pour un saut dans les années 1960 où elle suivra la famille Connor au cours des quarante prochaines années. Un soldat de la résistance capturé, Paul Keeley, est amené à rendre le TX plus humain. Un implant dans son cerveau lui fait penser que le TX est une fille nommée Eliza et son interaction avec elle l'aide à apprendre à être humain. La résistance capture le TX et sauve Keeley. Mais Eliza utilise l'implant pour faire croire à Keeley qu'ils ont été capturés par un gouvernement voyou, et il la libère. Keeley, débordé de culpabilité, convainc John et Katherine Connor de lui donner une autre chance de capturer Eliza. À travers l'implant, Paul découvre le centre de formation auquel elle s'est échappée et Eliza est à nouveau capturée par la résistance et reprogrammée pour la servir.
Dans la bande dessinée Superman vs. The Terminator: Mort à l’avenir (2000), il existe une femme Terminator appelée Terminatrix. Cependant, il n'est jamais mentionné s'il s'agit d'un T-X.